# TSV Steinbach Haiger
Der Turn- und Sportverein Steinbach 1921 e. V., kurz TSV Steinbach, ist ein Fußballverein aus Haiger-Steinbach und spielt seit der Saison 2015/16 in der Regionalliga Südwest. Die Heimspiele trägt der Verein im Sportzentrum Haarwasen in Haiger aus. Zur Saison 2018/19 hat die 1. Mannschaft ihren Namen in TSV Steinbach Haiger geändert. Alle anderen Mannschaften treten weiterhin als TSV Steinbach an. Die Jugendmannschaften der A-, B- und C-Junioren spielen ebenfalls unter dem Namen TSV Steinbach, die jüngeren Jahrgänge spielen als JSG Kalteiche. Zudem nahm der TSV Steinbach Haiger als Sieger des Hessenpokals zweimal am DFB-Pokal teil.

## Geschichte

### Die Anfänge

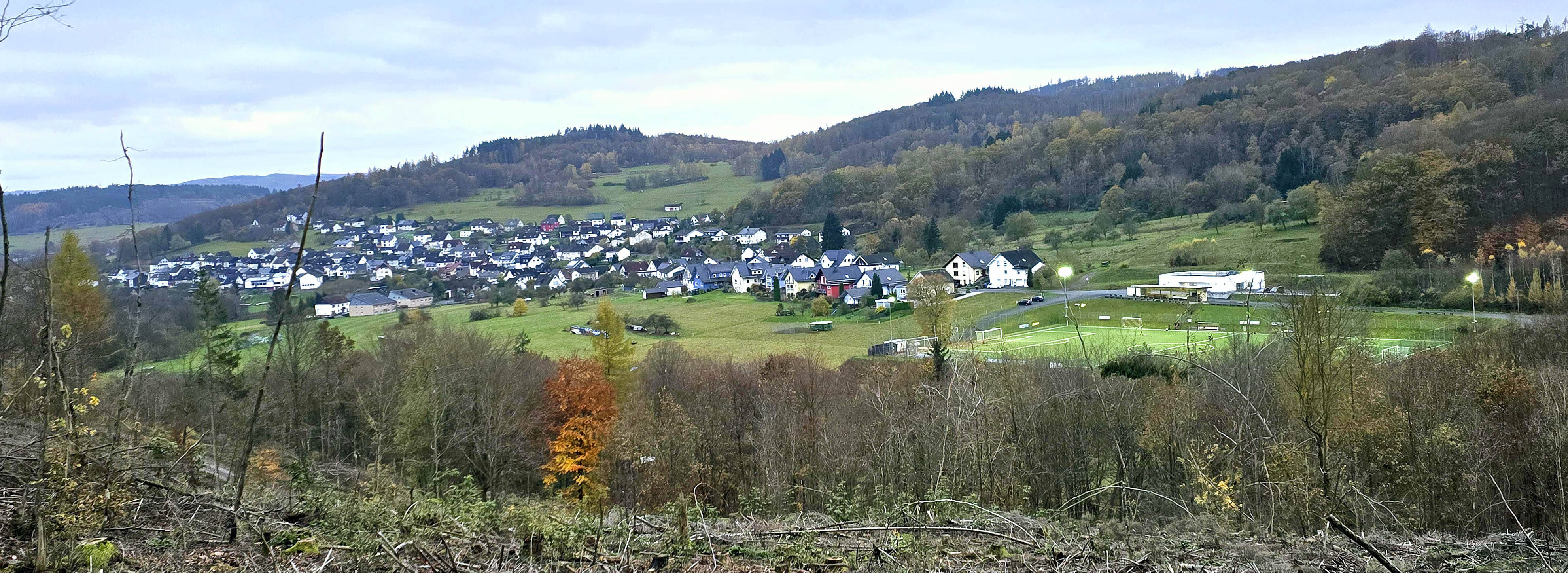
Der Haigerer Stadtteil Steinbach: Rechts das Gelände des TSV Steinbach Haiger

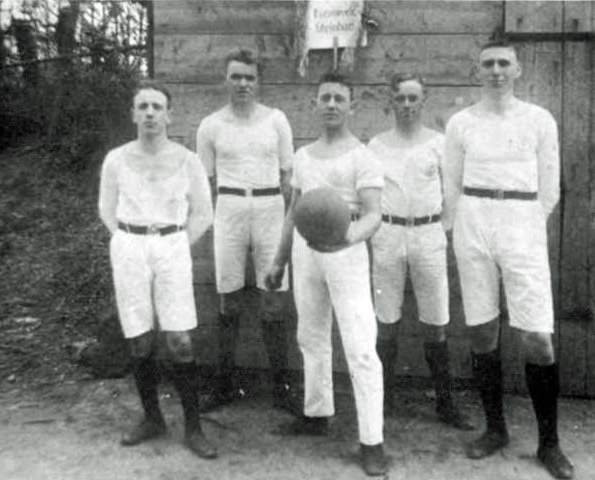
Die 1. Faustballmannschaft des TV Steinbach im Jahr 1926: (v.l.) Oswald Kring, Julius Otto, Reinhard Pulverich, Ernst Kring, Richard Pulverich

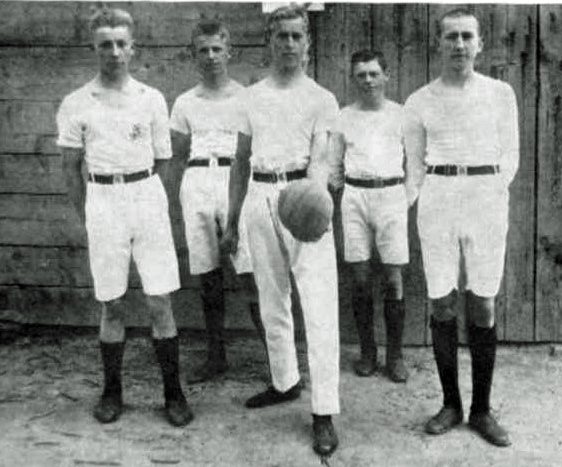
Die 2. Faustballmannschaft des TV Steinbach im Jahr 1926: (v.l.) Willi Franz, Gustav Franz, Karl Pulverich, Karl Kring, Albert Jost

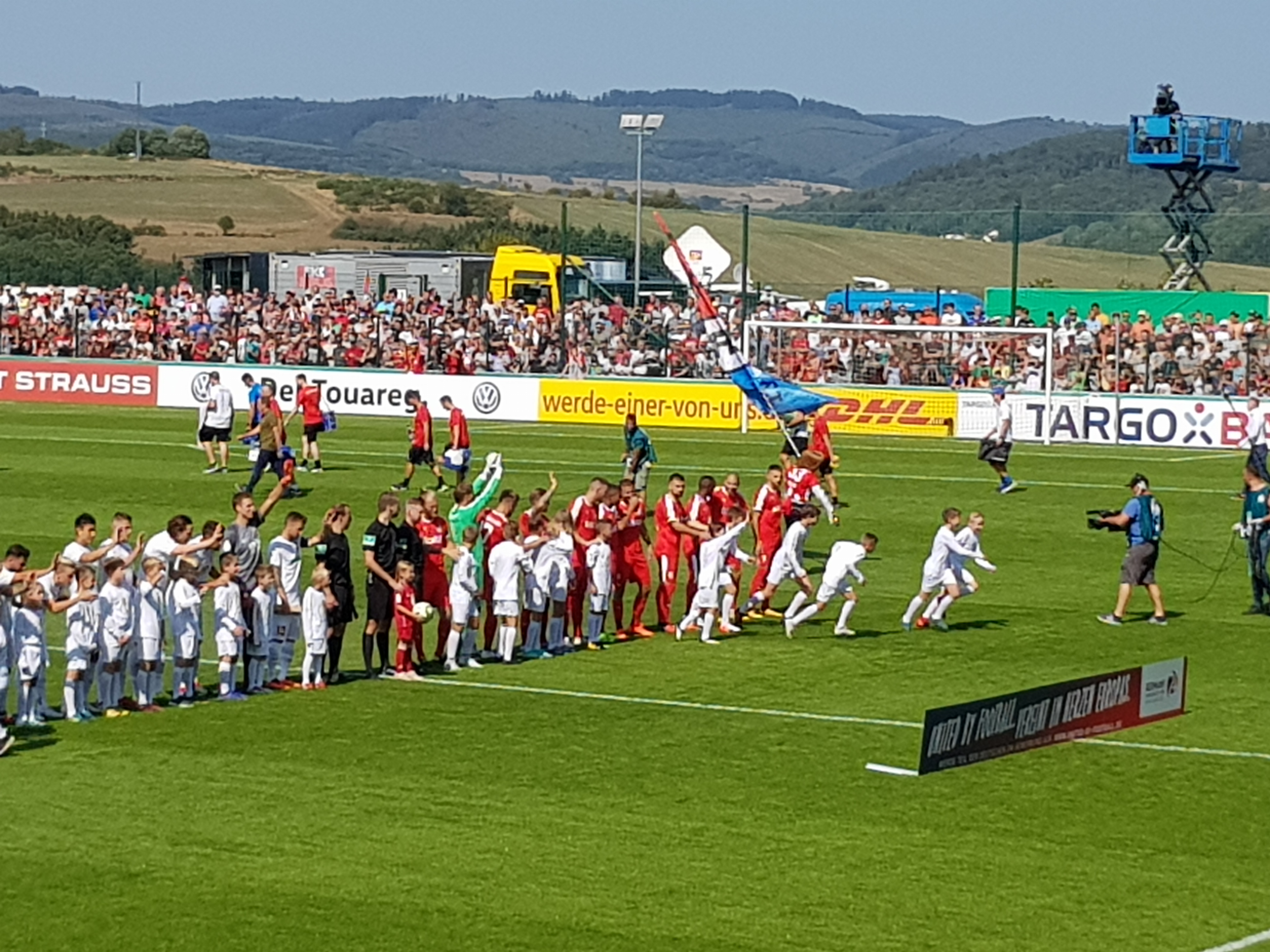
DFB-Pokalspiel gegen den FC Augsburg am 19. August 2018

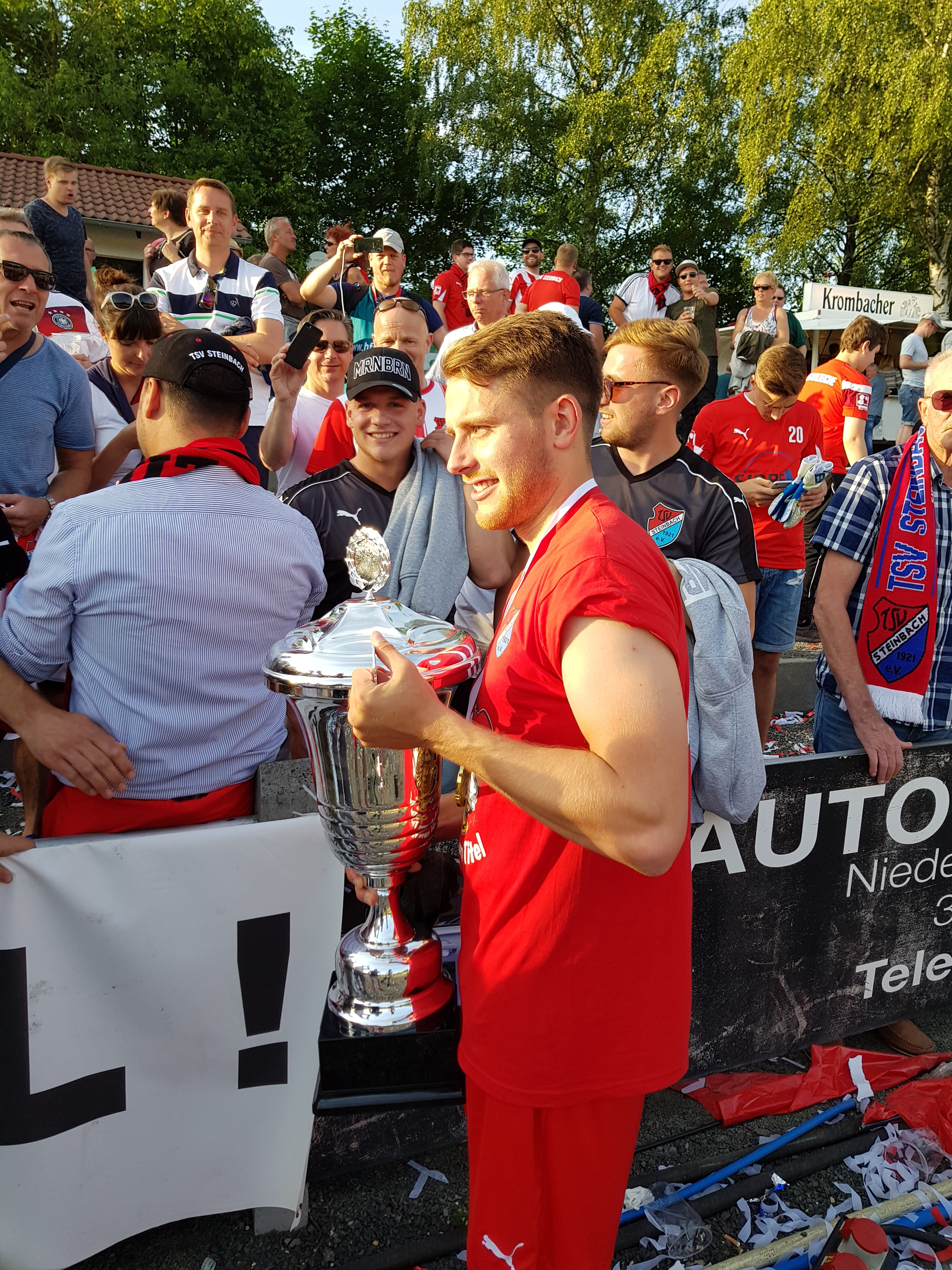
TSV Steinbach: Hessenpokalsieger 2018

Der Turnverein Steinbach (TV Steinbach) wurde am 1. März 1921 in der Steinbacher Gaststätte „Kloft“ gegründet. Gründungspräsident war Ewald Paul. Ihm zur Seite standen Rudolf Kring als 2. Vorsitzender, Willy Paul als Schriftwart, Ewald Pulverich als Kassenwart, Heinrich Brado und Albert Franz als Turnwarte und Carl Franz als Zeugwart, welcher am 4. März 1923 als Erste Vorsitzende folgte.
Ursprünglich bezogen sich die sportlichen Aktivitäten auf das Faustballspiel und Turnen. Einen Sportplatz hatten die Sportler in den Anfangsjahren nicht, man teile sich ein Geläuf mit dem heimischen Vieh. In einem Vertrag des TV mit der Gemeinde Steinbach wurde festgehalten: „Die Viehherde darf ungehindert zu jeder Zeit den Spielplatz betreten und abweiden“. Erst unter dem dritten Vorsitzenden Erich Pulverich (Präsident vom 27. Februar 1925 bis zum 14. März 1930) fand man im Jahr 1928 in der neugebauten Schule eine Bleibe.
Unter Pulverichs Nachnachfolger Otto Bach (Präsident vom 14. März 1931 bis 14. April 1934) wurde der Fußball in Steinbach heimisch. Ein Ausbau des vorhandenen Faustballfeldes wurde notwendig.
Mit Kriegsausbruch waren im Verein 59 Sportler aktiv: 24 Turner, 22 Fußballer und 13 Leichtathleten.
1946 – nachdem im Krieg die Aktivitäten geruht hatten – wurde aus dem Turnverein (TV) der Turn- und Sportverein (TSV) und man bezog am Ende der heutigen Forsthausstraße eine neue Unterkunft. Wo heute die Jugendmannschaften des TSV spielen, stand auch damals der Fußball im Mittelpunkt. Jedoch waren die sportlichen Erfolge überschaubar: Bis 1973 freute man sich über fünf Meisterschaften in der Kreisliga B. Die Gegner reisten aus dem heimischen Kreis an – einzig 1964/1965 wurde die A-Klasse überkreislich ausgespielt.

### Erste sportliche Erfolge
Im Oktober 1976 wurde das neue Sportlerheim eröffnet, der Sportplatz bekam Flutlicht. Die 1980er Jahre brachten erste sportliche Erfolge: 1983 wurde der TSV A-Klassen-Meister. Jedoch währte der Erfolg nicht lange, so dass man in den Folgejahren entweder in der A- oder B-Klasse spielte. Mittlerweile bildet der Fußball die einzige Abteilung. Es folgten einige Jahre in der Bezirksklasse und ein Kreispokalfinale.

### Der sportliche Aufstieg
Nachdem das regionale Unternehmen SIBRE – Siegerland Bremsen GmbH, dessen Mitbesitzer Roland Kring selbst Spieler im Verein gewesen war, 2007 als Sponsor eingetreten war, stieg die erste Mannschaft ab der Saison 2008/09 in sieben Spielzeiten sechsmal auf. In der Saison 2008/09 wurde man Meister der „Kreisliga B Gr. Nord Dillenburg“. Der heimische Sportplatz wurde modernisiert: 2008 verschwand die Rotasche am Sportplatz und wurde durch einen Kunstrasenplatz ersetzt. In der Saison 2009/10 wurde man Meister in der Kreisliga A Dillenburg. 2010/11 gelang der 2. Platz in der Kreisoberliga West, der zum Aufstieg in der Gruppenliga Gießen/Marburg berechtigte, in der die Steinbacher 2011/12 Meister wurden. In der Folgesaison wurde der TSV in der Verbandsliga Mitte Siebter und stieg damit zum ersten Mal seit fünf Jahren nicht auf. Dies gelang aber in der Saison 2013/14, so dass man Hessenligist wurde. In dieser Saison nahm der TSV auch erstmals am Hessenpokal teil und erreichte das Achtelfinale.

### Regionalliga-Jahre und Hessenpokal-Erfolge
Durch die Meisterschaft in der Hessenliga gelang dem TSV Steinbach unter Trainer Peter Cestonaro im Jahr 2015 der Aufstieg in die Regionalliga Südwest. Jetzt stand der Umzug von Steinbach auf den Haigerer „Haarwasen“ an, da für die Regionalliga der Dorfplatz nicht mehr den Vorgaben entsprach. Der „Haarwasen“, wo Eintracht Haiger zwischen 1980 und 1997 in der damals dritthöchsten deutschen Spielklasse spielte, wurde zum Sibre-Sportzentrum Haarwasen und umfangreichen Umbaumaßnahmen unterzogen.
Seit 2015/2016 spielen die Steinbacher ununterbrochen in der Fußball-Regionalliga Südwest und wurden 2019/2020 Vizemeister.
In der Saison 2017/18 gewann der TSV Steinbach zum ersten Mal in der Vereinsgeschichte den Hessenpokal. Durch den 2:0-Finalsieg gegen den KSV Hessen Kassel nahm der Verein als hessischer Vertreter am DFB-Pokal 2018/19 teil. In der ersten Runde traf man dort auf den Bundesligisten FC Augsburg. Die Partie am „Haarwasen“ mit 4204 Zuschauern endete mit einem 2:1-Sieg des Bundesligisten. Das Tor für die Gastgeber erzielte Kapitän Nico Herzig.
Am 20. März 2019 trennte sich der TSV von Cheftrainer Matthias Mink, nachdem der Aufstieg in die 3. Liga in der Saison 2018/19 nach einer Reihe von Niederlagen unrealistisch geworden war. Sein bisheriger Co-Trainer Frank Döpper wurde bis zum Saisonende Interimstrainer.
Zur Saison 2019/20 übernahm Adrian Alipour den Posten des Cheftrainers.
In der wegen Corona abgebrochenen Saison 2019/2020 wurde man Vizemeister in der Regionalliga Südwest und verpasste den Aufstieg in die 3. Liga knapp.
Durch einen 1:0-Sieg gegen den FSV Frankfurt wurde der TSV in der Saison 2019/20 zum zweiten Mal Hessenpokal-Sieger und qualifizierte sich so für die erste Runde des DFB-Pokals 2020/21. Das Erstrundenspiel wurde am 13. September 2020 gegen den Zweitligisten SV Sandhausen 1:2 verloren. Das Tor für die Gastgeber erzielte Sascha Marquet zum zwischenzeitlichen 1:1. Marquet wurde in der Saison 2020/21 auch Torschützenkönig in der Regionalliga Südwest. In der Saison 2020/21 verlor der TSV Steinbach Haiger das Finale des Hessenpokals gegen SV Wehen Wiesbaden mit 0:3.
Am 2. Dezember 2021 trennte man sich aufgrund „keines Fortschritts in der sportlichen Entwicklung der Mannschaft“ als Tabellenfünfter von Trainer Adrian Alipour, Assistent Hüsni Tahiri übernahm bis zum 31. Dezember 2021. Seit dem 1. Januar 2022 ist Ersan Parlatan Chef-Trainer und gleichzeitig Sportlicher Leiter, nachdem Matthias Georg im Sommer 2022 zum Ligakonkurrenten Kickers Offenbach gewechselt war. Parlatan verließ am 4. September 2022 überraschend den Verein und wurde Co-Trainer beim 1. FC Nürnberg in der 2. Bundesliga; die Mannschaft wurde interimsweise von Assistent Hüsni Tahiri trainiert, bevor am 19. September 2022 Pascal Bieler, zuvor Assistent bei der zweiten Mannschaft von Borussia Dortmund, als neuer Trainer vorgestellt wurde.
Bieler wurde am 12. März 2024 entlassen, Hüsni Tahiri, Co-Trainer der 1. Mannschaft und Trainer der 2. Mannschaft, übernahm.
Die 2. Mannschaft schaffte in der Saison 2023/24 den direkten Wiederaufstieg in die Hessenliga (Oberliga).
Mit Saisonbeginn der Spielzeit 2024/25 wurde Tahiri Daniel Wilde zur Seite gestellt.
Stand 2021 hatte der Verein rund 500 Mitglieder.

## Stadion und Maskottchen

### Stadion
Der Verein bestreitet seine Heimspiele seit der Saison 2014/15 im Sportzentrum Haarwasen Haiger, das aktuell Platz für 4990 Zuschauer bietet. Die neue Haupttribüne – mit rund 820 überdachten Sitzplätzen sowie 200 überdachten Stehplätzen – wurde im Juli 2015 fertiggestellt. Ein Jahr später wurde die Haupttribüne durch den Aufbau zweier mobiler Tribünen erweitert, welche ab Winter 2017/18 durch eine feste Betontribüne ersetzt wurden. Der VIP-Bereich wurde ebenfalls komplett umgebaut und erweitert.
Am 4. September 2014 weihte der TSV Steinbach die erste Ausbaustufe des Stadions mit einem Testspiel gegen den FC Schalke 04 ein. Vor 4000 Zuschauern stand es zur Halbzeit 0:0, ehe der Nachbarverein SSV Langenaubach die zweite Halbzeit bestritt und mit 0:6 verlor. Im Sommer 2017 erzielte man in einem Testspiel gegen den 1. FC Köln ein 1:1 und stellte mit 4200 Gästen einen bis dahin neuen Zuschauerrekord auf. Anfang 2018 erweiterte man die Haupttribüne nach links und rechts – es entstanden somit etwa 950 überdachte Sitz- und 400 überdachte Stehplätze. In der ersten Runde des DFB-Pokal gegen den FC Augsburg am 19. August 2018 überbot man den bisherigen Zuschauerrekord auf 4205 Zuschauer.
Die nächste Erweiterungsstufe wurde mit zwei Hintertor-Tribünen in der Saison 2020/2021 erreicht. Diese Tribünen befinden sich jeweils – auf der Höhe der Eckfahnen beginnend – im Anschluss an die Haupttribüne und reichen bis etwa auf Höhe der Strafraumgrenze (Haupttribünen-Seite). Die von der Haupttribüne aus gesehen linke Tribüne ist nun der neue Gästebereich, rechts ist eine Stehplatztribüne für die Heimfans entstanden. In der Saisonvorbereitung zur Saison 2023/24 wurde beim 2:1-Testspiel-Sieg gegen Eintracht Frankfurt mit 4990 Zuschauern am ausverkauften Haarwasen ein neuer Rekord aufgestellt.
Höherklassiger Fußball wurde schon vor der Jahrtausendwende am „Haarwasen“ gespielt: Die 1. Fußballmannschaft von Eintracht Haiger spielte von 1980 bis 1997 ununterbrochen in der Oberliga Hessen – der damals dritthöchsten deutschen Fußballliga. Auch fanden hier DFB-Pokalspiele statt: in der Saison 1984/85 schlug die Eintracht am „Haarwasen“ in der 2. Runde den damaligen Bundesligisten Karlsruher SC in der Verlängerung mit 1:0. Auch 1990 und 1993 trug die Eintracht ihre DFB-Pokalspiele hier aus.
Das Trainingsgelände des TSV Steinbach Haiger befindet sich seit 2022 am Haarwasen: Der frühere Ascheplatz hinter der Haupttribüne des Stadions wurde 2021 durch einen Naturrasenplatz ersetzt. Außerdem trainiert man im Haigerer Ortsteil Rodenbach. Der Sportplatz des örtlichen SV Rodenbach wurde in den vergangenen Jahren modernisiert und ist zudem Spielort der Zweiten Mannschaft.
In der Sommerpause 2024 wurde weiter ins Stadion investiert: der Haarwasen erhielt eine Rasenheizung, um im Falle eines Aufstiegs in die Dritte Liga die Lizenz zu erhalten. Zudem wurde eine neue Beschallungsanlage und eine Videoüberwachung installiert.

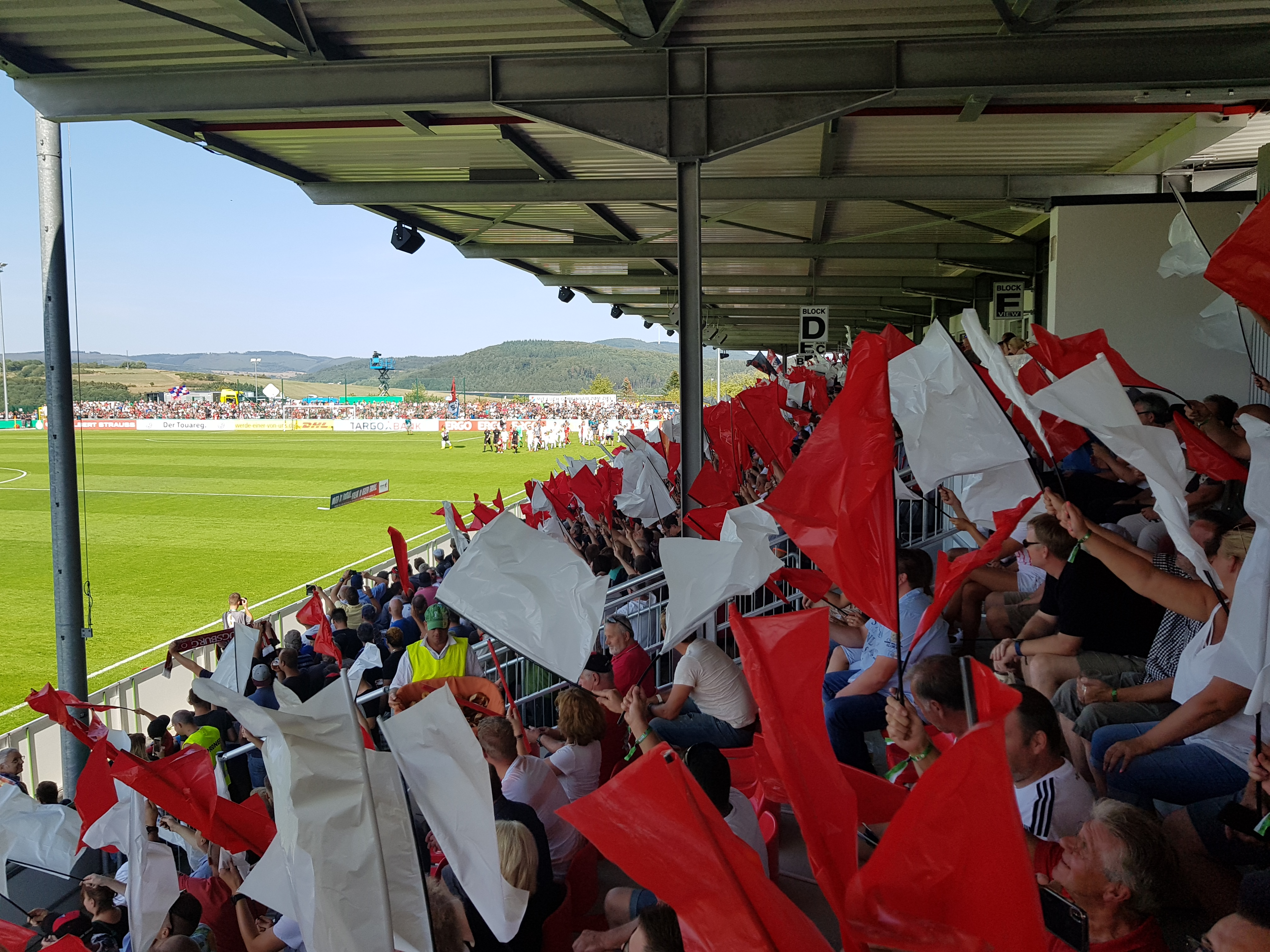
Haupttribüne (2019) noch ohne Hintertor-Tribüne
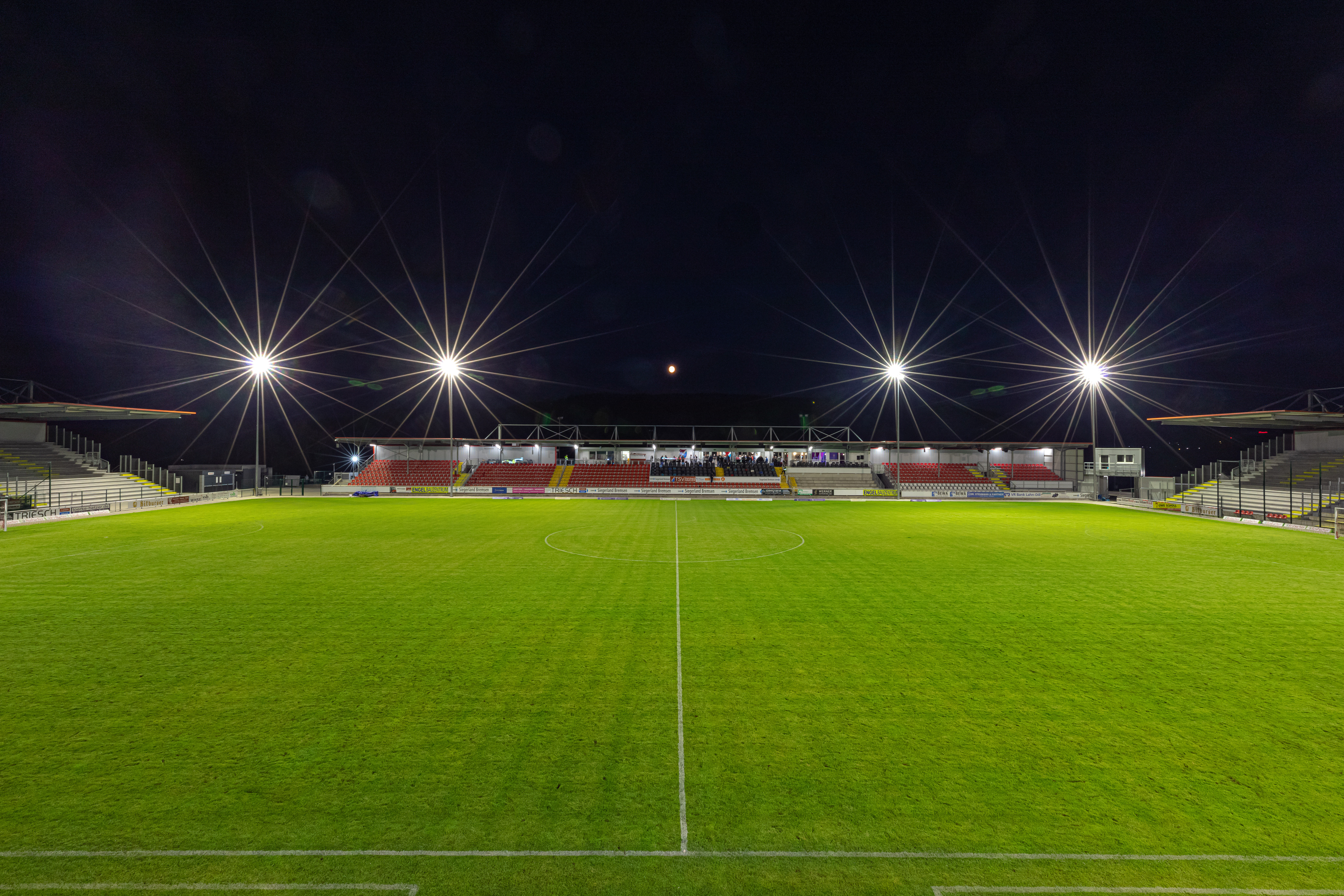
Haupttribüne des Sportzentrums am Haarwasen Haiger von der Gegenseite aus. Rechts die Tribüne für die Gästefans, links die Stehplätze für die Heimfans (2021)
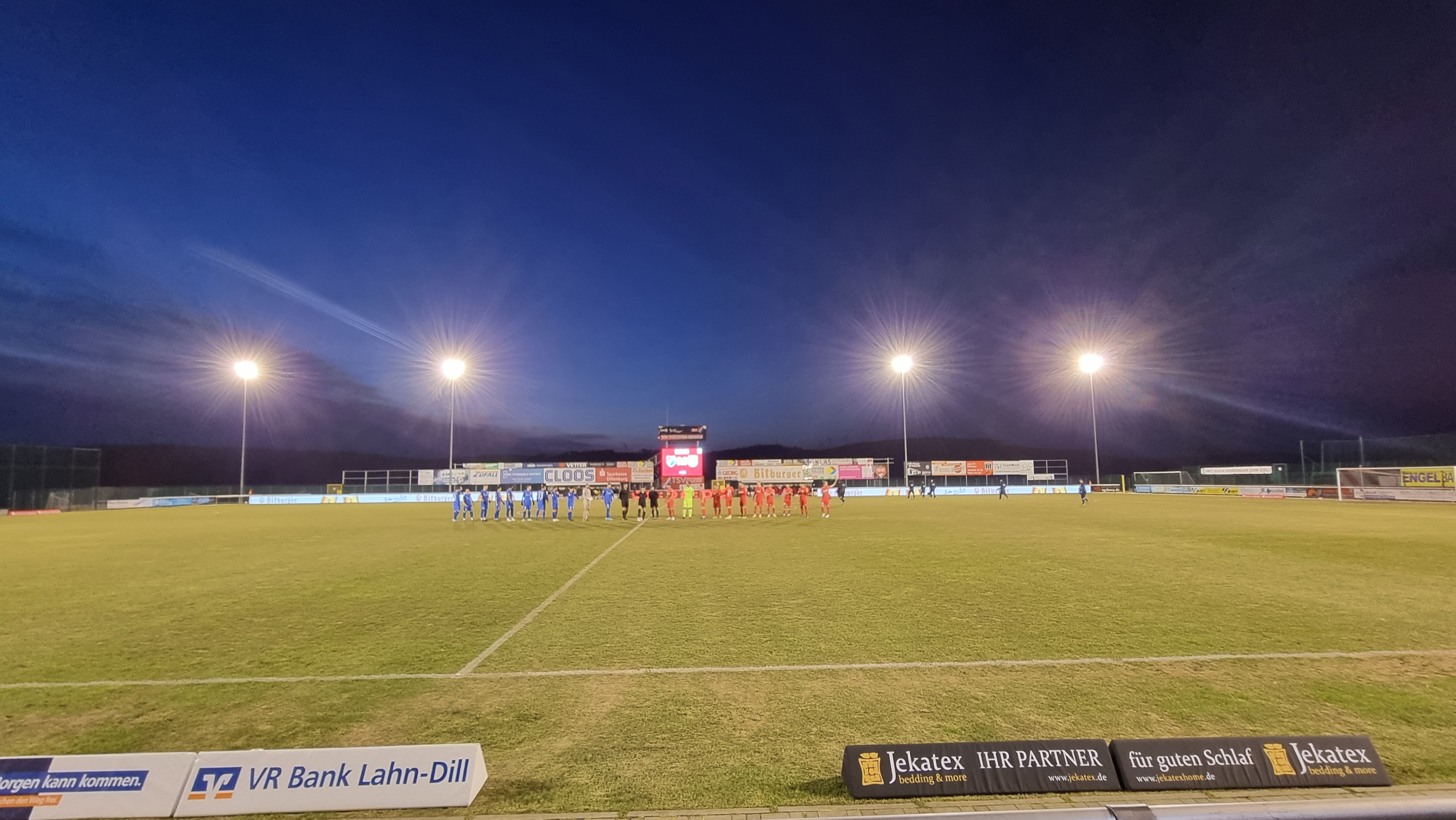
Flutlichtspiel des TSV Steinbach Haiger gegen den FC Gießen von der Haupttribüne aus fotografiert (2022)
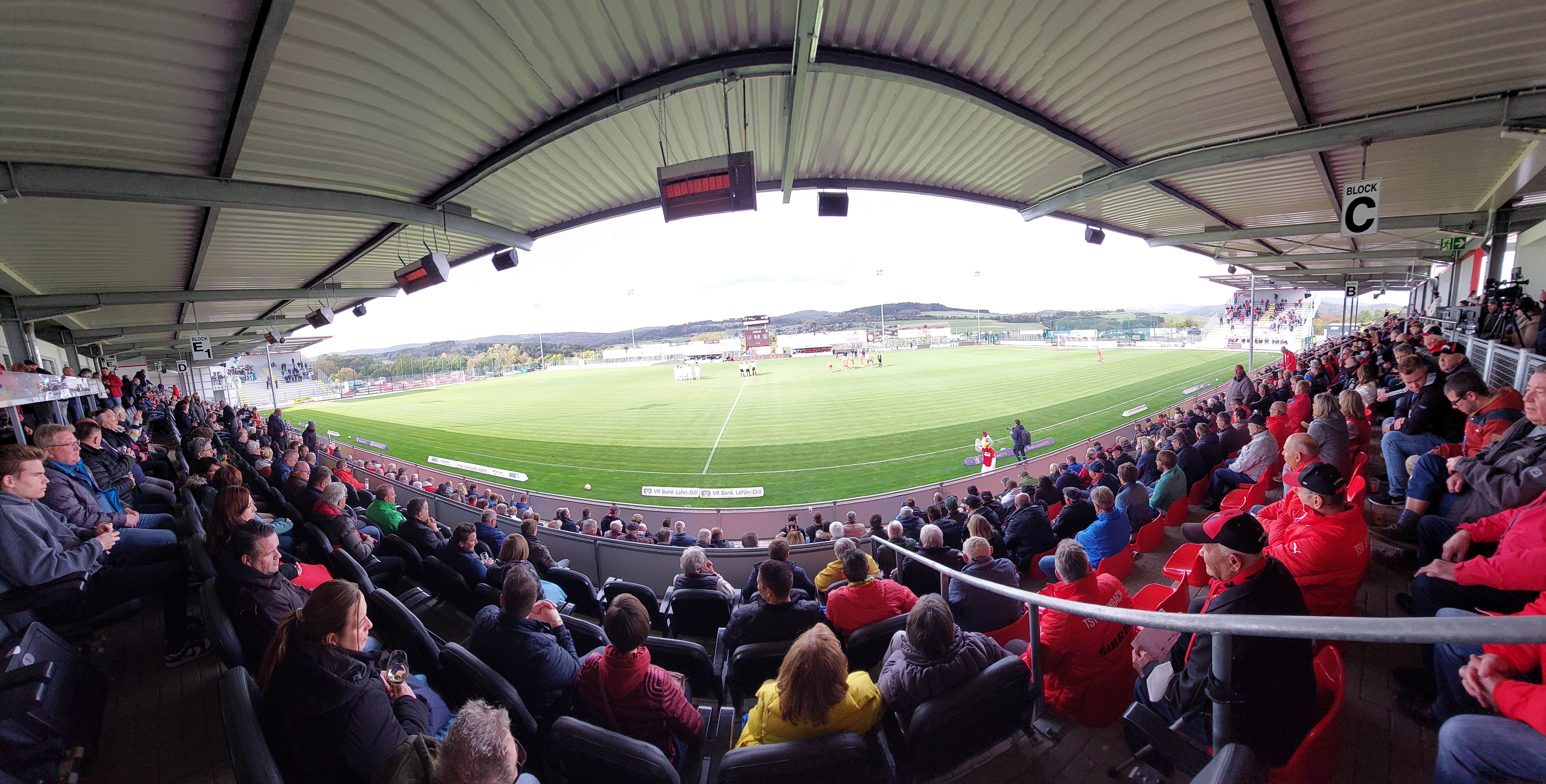
Blick von der Haupttribüne (2021)
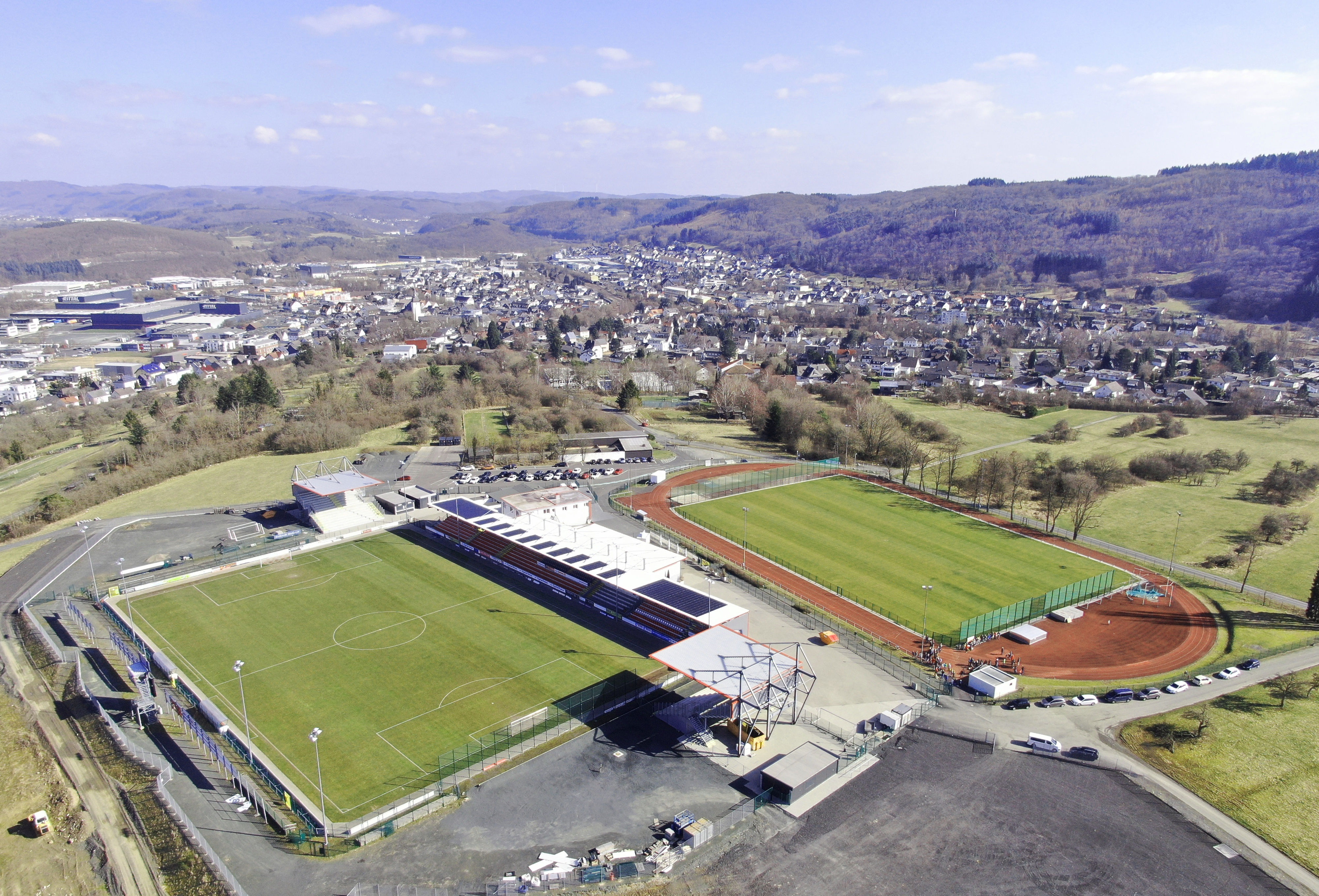
Das Sportzentrum Haarwasen Haiger: Links das Stadion, rechts daneben der Trainingsplatz und im Hintergrund die Stadt Haiger (2022)
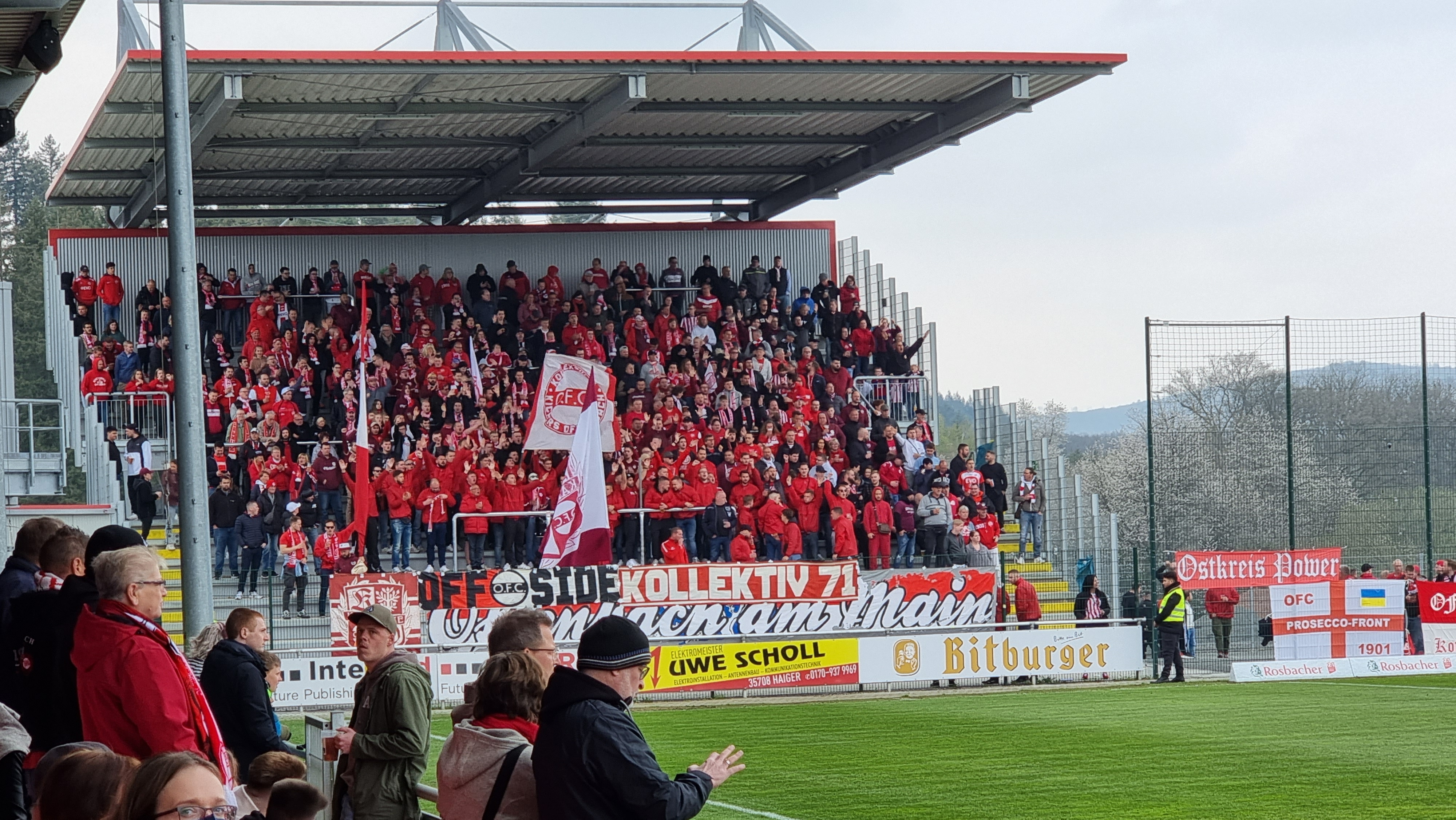
Gästetribüne mit Fans des OFC
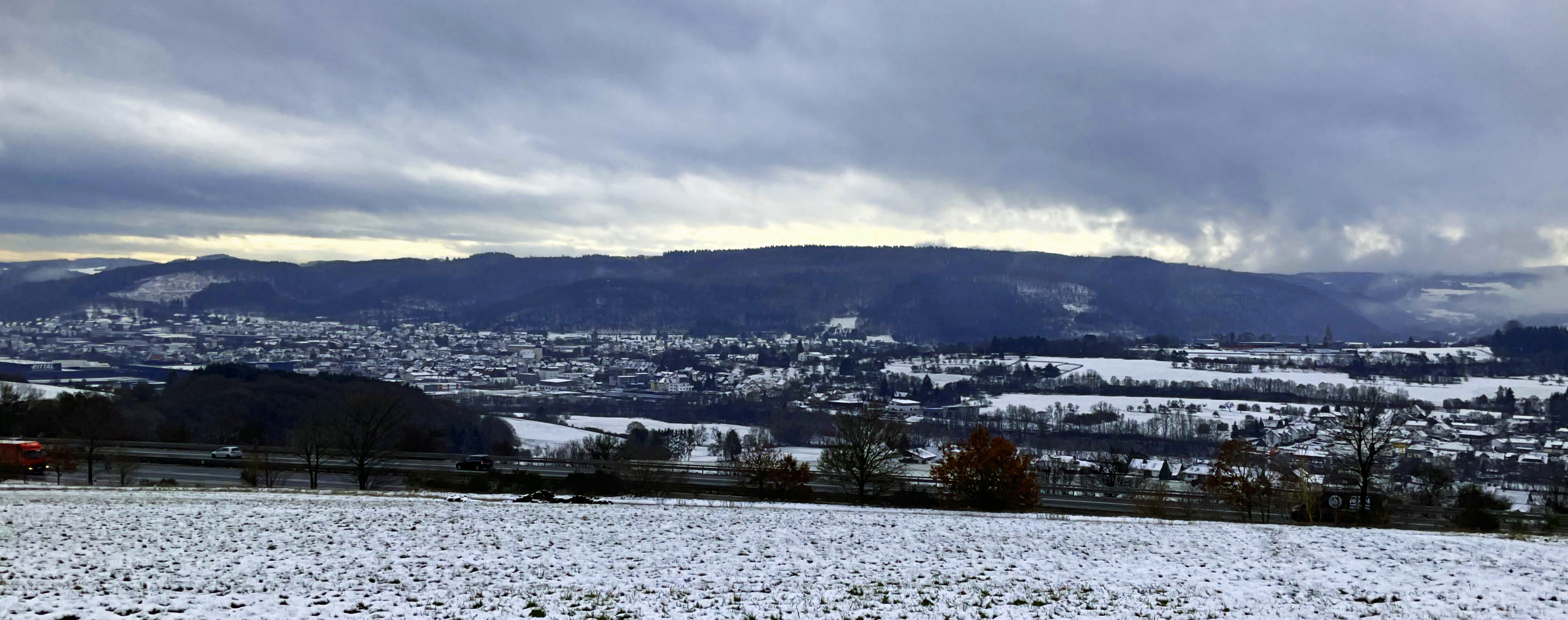
Das Stadion (rechts) oberhalb von Haiger-Allendorf (rechts unten) und Haiger (links). In Vordergrund die Autobahn 45.

### Der Steinbacher Gickel

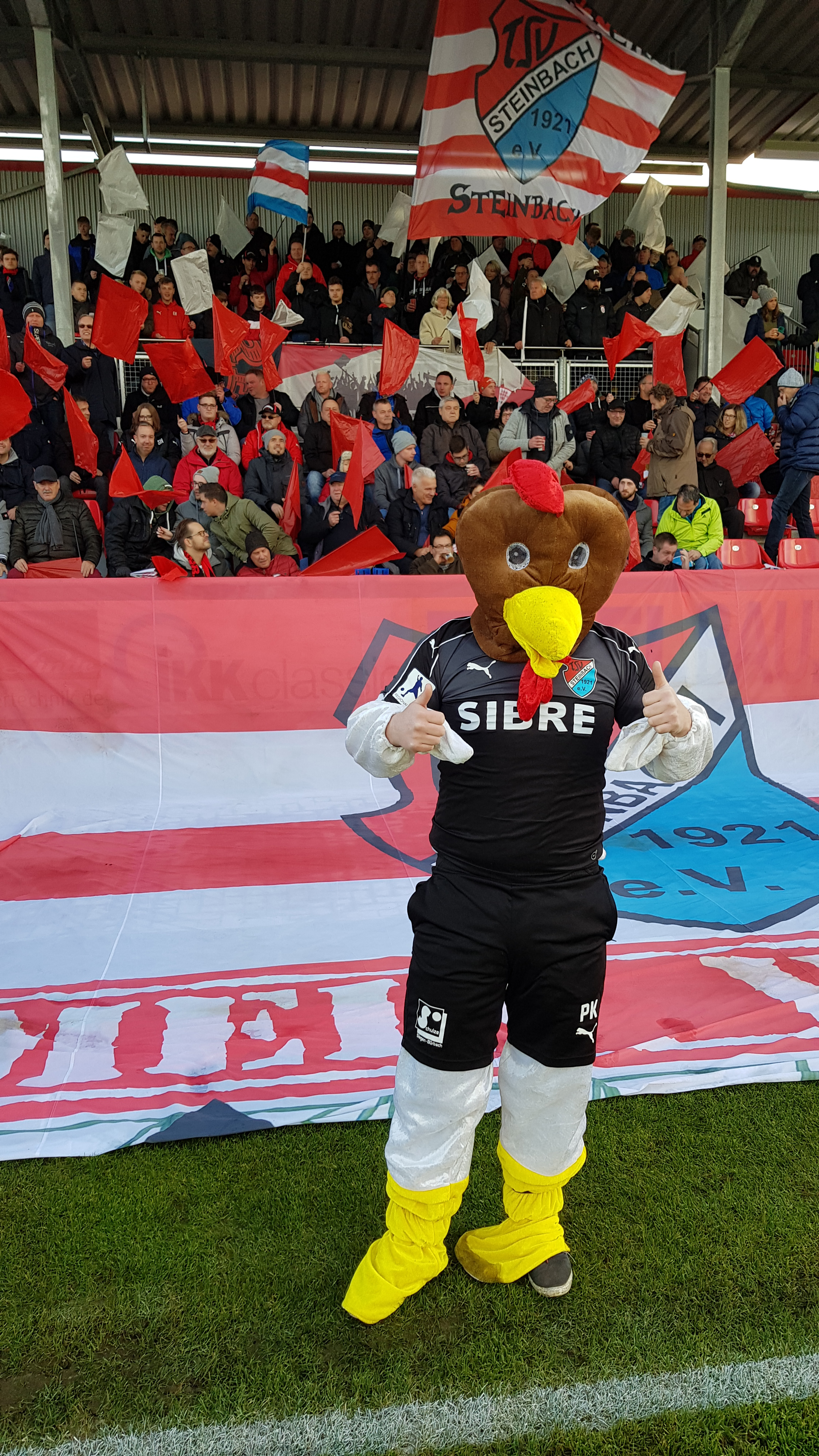
Das Maskottchen „STEINI“

Der Steinbacher Hahn – dialektal: Der Steinbacher Gickel – ist das Maskottchen des TSV Steinbach. In der Haigerer Region werden die Steinbacher Fußballer seit jeher als „Gickel“ bezeichnet – der Fanclub des TSV nannte sich deswegen „Red Gickel“. Auch im Dorfwappen ist der Hahn zu finden (neben einem Bach mit Steinen, Hammer und Schlägel als Bergbau-Symbol und Getreide als Landwirtschafts-Symbol). In Heimspielen erschallt vor der Tor-Hymne ein lautstarker Hahnenschrei. Dieser stammt tatsächlich von einem Steinbacher Hahn namens „Hagen I“ des ehemaligen TSV-Vorstandbeisitzers Dirk Uhr und bejubelt auf diese Weise jedes Tor der Gastgeber. Zum Hessenpokalfinale in der Saison 2017/18 präsentierten die Steinbacher auch einen lebensgroßen Gickel, der als Maskottchen verkleidet das Publikum anfeuert. Sein Nachfolger wurde zu Beginn der Restrunde 2019/2020 „STEINI“ getauft und trägt auf seinem Trikot – neben seinem Namen – auch das Gründungsjahr des Vereins: 1921.

## Kader

### Kader der Saison 2024/25
- Stand: 12. April 2025[17]

| Nr.        | Nat.        | Spieler                | Geboren            | Im Verein seit |
| ---------- | ----------- | ---------------------- | ------------------ | -------------- |
| Torwart    |             |                        |                    |                |
| 01         | Deutschland | Mike Dreier            | 1. Mai 2004        | 2024           |
| 12         | Deutschland | Jesper Heim            | 3. Januar 2000     | 2024           |
| 39         | Deutschland | Kevin Ibrahim          | 26. Mai 2000       | 2021           |
| Abwehr     |             |                        |                    |                |
| 03         | Deutschland | Nick Galle             | 14. September 1998 | 2023           |
| 04         | Deutschland | Aaron Manu             | 2. Dezember 1999   | 2024           |
| 05         | Deutschland | Dominik Volkmer        | 27. April 1996     | 2024           |
| 07         | Deutschland | Marvin Jung            | 10. August 2001    | 2023           |
| 15         | Deutschland | Marco Müller           | 7. April 1994      | 2023           |
| 19         | Deutschland | Tim Kircher            | 10. März 1999      | 2021           |
| 24         | Deutschland | Vincent Schwab         | 10. Dezember 2003  | 2023           |
| 27         | Deutschland | Levin Leonardo D'Aloia | 19. Juli 2005      | 2023           |
| Mittelfeld |             |                        |                    |                |
| 06         | Deutschland | Nino Miotke            | 9. Januar 1998     | 2021           |
| 08         | Deutschland | Christopher Wähling    | 15. März 2002      | 2023           |
| 10         | Deutschland | Eros Dacaj             | 9. September 1996  | 2024           |
| 11         | Deutschland | Serkan Firat           | 2. Mai 1994        | 2022           |
| 13         | Deutschland | Christopher Theisen    | 13. Juni 1993      | 2023           |
| 18         | Deutschland | Leon Wirtz             | 3. Juli 1998       | 2017           |
| 21         | Deutschland | Christoph Maier        | 16. September 1999 | 2023           |
| 25         | Deutschland | Andreas Busik          | 14. Juli 2000      | 2024           |
| 23         | Deutschland | Jonas Singer           | 15. November 1997  | 2021           |
| 28         | Deutschland | Ole Käuper             | 9. Januar 1997     | 2024           |
| 29         | Deutschland | Paolo Maiella          | 18. Oktober 1997   | 2024           |
| 30         | Deutschland | Michael Guthörl        | 26. Januar 1999    | 2023           |
| Angriff    |             |                        |                    |                |
| 9          | Deutschland | Justin Steinkötter     | 26. September 1999 | 2024           |
| 14         | Deutschland | Ertan Hajdaraj         | 6. Januar 2003     | 2023           |
| 17         | Deutschland | Daniel Steininger      | 13. April 1995     | 2023           |
| 20         | Deutschland | Jakob Pfahl            | 20. Mai 2003       | 2024           |

### Trainerstab Saison 2024/25
| Funktion         | Name            |
| ---------------- | --------------- |
| Chef-Trainer     | Daniel Wilde    |
| Chef-Trainer     | Hüsni Tahiri    |
| Torwart-Trainer  | Marcel Richter  |
| Athletik-Trainer | Alexander Bülow |

### Weitere bekannte ehemalige Spieler
- Sargis Adamyan spielte in der Spielzeit 2016/17 in Steinbach, wechselte in die 2. Bundesliga zum SSV Jahn Regensburg und von da zu den Bundesligisten TSG 1899 Hoffenheim und aktuell 1. FC Köln.
- Florian Heister spielte in den Spielzeiten 2017/18 und 2018/19 in Steinbach und wechselte zum SSV Jahn Regensburg in die 2. Bundesliga.
- Arnold Budimbu wechselte nach der Spielzeit 2018/19 in die 3. Liga zum MSV Duisburg. Er kehrte Ende Januar 2021 aus Duisburg an den Haarwasen zurück, bevor er im Sommer 2021 zum 1. FC Phönix Lübeck in die Regionalliga Nord wechselte.
- Sascha Marquet wurde mit 26 Treffern in der Saison 2020/21 Torschützenkönig der Regionalliga Südwest.

## Erfolge/Platzierungen
| Saison | Liga                            | Platz | S  | U  | N  | Tore   | Punkte   |
| --- | ------------------------------- | ----- | -- | -- | -- | ------ | -------- |
| 2006/07 | Kreisliga B Gr. Nord Dillenburg | 08.   | 16 | 01 | 15 | 081:88 | 49       |
| 2007/08 | Kreisliga B Gr. Nord Dillenburg | 04.   | 18 | 04 | 04 | 084:24 | 58       |
| 2008/09 | Kreisliga B Gr. Nord Dillenburg | 01.   | 26 | 0  | 0  | 160:22 | *77*     |
| 2009/10 | Kreisliga A Dillenburg          | 01.   | 27 | 02 | 01 | 118:22 | 83       |
| 2010/11 | Kreisoberliga West              | 02.   | 22 | 05 | 07 | 114:43 | *68*     |
| 2011/12 | Gruppenliga Gießen/Marburg      | 01.   | 26 | 05 | 03 | 124:39 | **81**   |
| 2012/13 | Verbandsliga Mitte              | 07.   | 14 | 09 | 11 | 081:49 | 51       |
| 2013/14 | Verbandsliga Mitte              | 01.   | 27 | 02 | 05 | 127:40 | 83       |
| 2014/15 | Hessenliga                      | 01.   | 20 | 06 | 06 | 066:31 | 66       |
| 2015/16 | Regionalliga Südwest            | 12.   | 11 | 09 | 14 | 036:56 | 42       |
| 2016/17 | Regionalliga Südwest            | 05.   | 16 | 08 | 12 | 052:39 | 56       |
| 2017/18 | Regionalliga Südwest            | 08.   | 14 | 08 | 14 | 053:48 | 50       |
| 2018/19 | Regionalliga Südwest            | 08.   | 14 | 09 | 11 | 046:44 | 51       |
| 2019/20 | Regionalliga Südwest            | 02.   | 15 | 03 | 04 | 040:18 | ***48*** |
| 2020/21 | Regionalliga Südwest            | 05.   | 21 | 11 | 10 | 084:47 | 74       |
| 2021/22 | Regionalliga Südwest            | 04.   | 20 | 10 | 06 | 062:35 | 70       |
| 2022/23 | Regionalliga Südwest            | 02.   | 21 | 08 | 05 | 080:31 | 71       |
| 2023/24 | Regionalliga Südwest            | 12.   | 13 | 05 | 16 | 055:62 | 44       |
| 2024/25 | Regionalliga Südwest            | 04.   | 16 | 08 | 10 | 046:46 | 56       |
| Grün unterlegte Platzierungen kennzeichnen einen Aufstieg. * Wegen Nicht-Erfüllung des Schiedsrichtersolls wurden in der Saison 2008/09 ein Punkt sowie in der Saison 2010/11 drei Punkte abgezogen. ** Zwei-Punkte-Abzug aufgrund des Einsatzes eines nicht spielberechtigten Spielers im Pokal. *** Aufgrund der COVID-19-Pandemie wurde die Saison vorzeitig für beendet erklärt und die Tabellenwertung anhand der Quotientenregelung vorgenommen. |                                 |       |    |    |    |        |          |

Größte Erfolge
- 2 × Hessenpokalsieger: 2018 und 2020
- 1 × Meister der Hessenliga 2015
- 2 × Vizemeister der Regionalliga: 2019/20 und 2022/23
- 1 × Aufstieg in die Regionalliga: 2015/16
- 1 × Aufstieg in die Hessenliga: 2014/15
- 2 × Teilnahme am DFB-Pokal:
  - 2018/19 (1. Runde mit 1:2 gegen den Bundesligisten FC Augsburg ausgeschieden)
  - 2020/21 (1. Runde mit 1:2 gegen den Zweitligisten SV Sandhausen ausgeschieden)
- 11 × Teilnahme am Hessenpokal: 2013/14 (Achtelfinale), 2014/15 (Achtelfinale), 2015/16 (Viertelfinale), 2016/17 (Halbfinale), 2017/18 (Sieger), 2018/19 (Achtelfinale), 2019/20 (Sieger), 2020/21 (Zweiter), 2021/22 (Zweiter), 2022/23 (Zweiter), 2023/24 (Viertelfinale).